# 上野東宝劇場・上野宝塚劇場
上野東宝劇場・上野宝塚劇場（うえのとうほうげきじょう・うえのたからづかげきじょう）は、東京都台東区上野公園に存在した東宝系列の映画館。

## 概要
1954年12月13日開業。1階に邦画上映の上野東宝劇場（定員684人・2階席あり）、地下1階に洋画上映の上野宝塚劇場（定員522人）の2館を要した。開業当時の上野方面は、戦前の下谷区時代から存在していた上野日活館の他、1951年に新東宝のロードショー館だった上野パーク劇場、大蔵映画直営の上野公楽座（現：上野オークラ劇場）、1952年に公楽座と同じ大蔵映画系列の上野スター座（後の上野スタームービー）、1953年に松竹系の上野松竹映画劇場（後の上野セントラル）が相次いでオープンしており、当館開業から3年後の1957年には東急系列の洋画ロードショー館・上野東急がオープン。ニュース劇場などを含めて13スクリーンの映画館が上野方面に存在していた。
細谷隆広（元アルゴ・ピクチャーズ勤務）は小学1年の頃に、岡本喜八監督の「どぶ鼠作戦」（1962年）を観たことを、『映画芸術』のインタビューで語っている。
有楽町や渋谷と並ぶ東宝系の基幹劇場として長らく親しまれたが、築49年を経て老朽化が進んだこともあり2003年8月31日に惜しまれつつ閉館となった。
1971年6月1日に上野宝塚劇場、東映映画封切館になる。

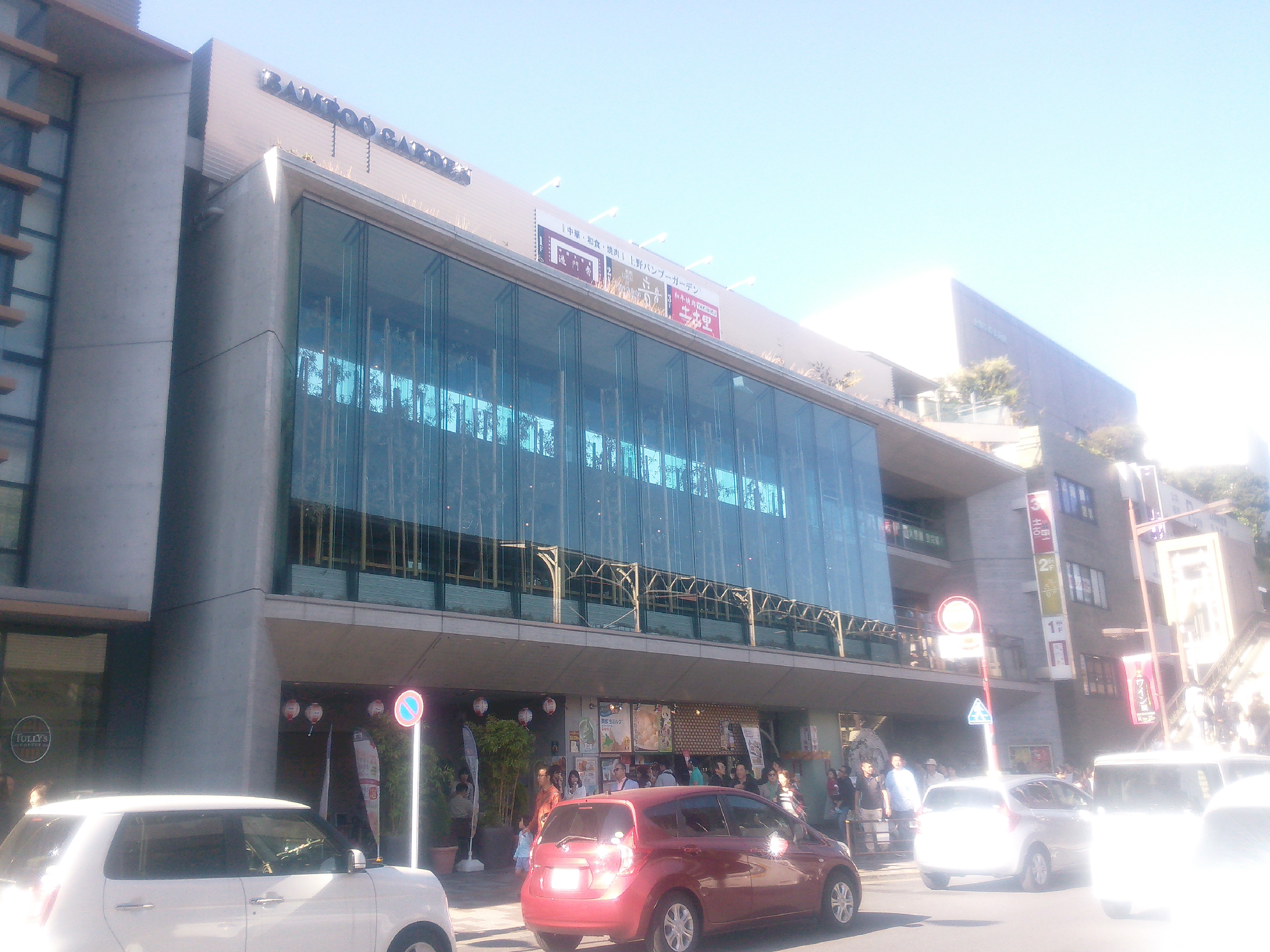
上野東宝・上野宝塚跡地に建てられた上野バンブーガーデン（2015年撮影）

2005年4月、跡地に上野東宝ビルが新築完成するが映画館は作られず、飲食施設『上野バンブーガーデン』がオープンした。その後2017年11月4日、松坂屋上野店などが入居する上野フロンティアタワー7階 - 10階に『TOHOシネマズ上野』がグランドオープン。14年ぶりに上野方面に東宝系映画館が復活した。

## 各館の特徴

### 上野東宝劇場
上野東宝劇場は684席で、主に日劇2系列の東宝邦画を上映していた。最終興行には、アニメ「ポケットモンスター」シリーズの劇場版である、「七夜の願い星ジラーチ」が上映された。

#### 単独上映作品
| 公開年 | タイトル |
| ------ | --- |
| 1981年 | 『連合艦隊』、『ねらわれた学園』、『駅 STATION』、『帰ってきた若大将』、                                     |
| 1982年 | 『南十字星』、『ひめゆりの塔』（1995年度版も）、『幻の湖』、『すっかり…その気で!』、『海峡』、『三等高校生』 |
| 1982年 | 『小説吉田学校』                                                                                             |
| 1984年 | 『F2グランプリ』、『零戦燃ゆ』、『おはん』                                                                   |
| 1985年 | 『乱』、『ビルマの竪琴（1985）』、『夜叉』、『姉妹坂』&『雪の断章 -情熱-』                                   |
| 1986年 | 『鹿鳴館』                                                                                                   |
| 1987年 | 『竹取物語』（沢口靖子主演、市川崑監督版）                                                                   |
| 1988年 | 『となりのトトロ』＆『火垂るの墓』、『敦煌』                                                                 |
| 1990年 | 『タスマニア物語』、『稲村ジェーン』                                                                         |
| 1991年 | 『就職戦線異状なし』、『あの夏、いちばん静かな海。』、『超少女REIKO』                                        |
| 1992年 | 『奇跡の山 さよなら、名犬平治』                                                                              |
| 1993年 | 『まあだだよ』、『水の旅人 侍KIDS』、『虹の橋』                                                              |
| 1994年 | 『ヤマトタケル』、『ヒーローインタビュー』、『四十七人の刺客』                                               |
| 1995年 | 『バースデイプレゼント』                                                                                     |
| 1996年 | 『Shall we ダンス?』、『八つ墓村』（豊川悦司主演、市川崑監督版）                                             |
| 1997年 | 『パラサイト・イヴ』、『誘拐』、『CAT'S EYE』＆『シャ乱Qの演歌の花道』、『ラヂオの時間』                     |
| 1998年 | 『らせん』、『卓球温泉』、『絆 -きずな-』、『スプリガン』、『踊る大捜査線 THE MOVIE』                        |
| 1999年 | 『催眠』 |
| 2000年 | 『どら平太』、『クロスファイア』                                                                             |

#### シリーズ作品
『ゴジラ』シリーズ（『ゴジラ』から『ゴジラ×メカゴジラ』まで、『GODZILLA』も）、『ドラえもん』シリーズ（『のび太の恐竜』から『のび太とふしぎ風使い』まで）、たのきんトリオスーパーヒットシリーズ（全6作）、『刑事物語』シリーズ（全5作）、『 うる星やつら』シリーズ（『オンリー・ユー』、『2 ビューティフル・ドリーマー』、『4 ラム・ザ・フォーエバー』）、『モスラ』（3部作）

### 上野宝塚劇場
上野宝塚劇場は522席の劇場で、主に日劇1で上映される洋画大作が封切られていたが、ムーブオーバーとして日劇2系列、日比谷スカラ座系列の東宝邦画も封切っていた。一時期は東映系封切館だったこともあった。

#### 単独上映作品
| 公開年 | タイトル                                                                            |
| ------ | ----------------------------------------------------------------------------------- |
| 1985年 | 『新・13日の金曜日』                                                                |
| 1988年 | 『ランボー3/怒りのアフガン』                                                        |
| 1989年 | 『コイサンマン』                                                                    |
| 1992年 | 『フック』、『紅の豚』                                                              |
| 1993年 | 『天使にラブ・ソングを…』、『ジュラシック・パーク』                                 |
| 1994年 | 『平成狸合戦ぽんぽこ』                                                              |
| 1995年 | 『ジャッジ・ドレッド』                                                              |
| 1996年 | 『カジノ』、『アンカーウーマン』                                                    |
| 1997年 | 『ロスト・ワールド/ジュラシック・パーク』、『エアフォース・ワン』、『タイタニック』 |
| 1999年 | 『劇場版ポケットモンスター ミュウツーの逆襲』、『エンド・オブ・デイズ』             |
| 2000年 | 『チャーリーズ・エンジェル』、『ホワット・ライズ・ビニース』                        |
| 2001年 | 『千と千尋の神隠し』                                                                |
| 2002年 | 『スパイダーマン』                                                                  |

#### シリーズ作品
『エイリアン』（2から4）、『スター・ウォーズ』（エピソード1、エピソード2）、『インディ・ジョーンズ』、『バック・トゥ・ザ・フューチャー』（全3作）